# اچ‌ام‌اس اسپیریا (کی۰۸)
اچ‌ام‌اس اسپیریا (کی۰۸) (به انگلیسی: HMS Spiraea (K08)) یک کشتی بود که طول آن ۲۰۵ فوت (۶۲ متر) بود. این کشتی در سال ۱۹۴۰ ساخته شد.